# Pontiac LeMans
Pontiac LeMans — автомобиль среднего класса, выпускаемый компанией Pontiac с 1962 по 1981 год в США и до 1983 года в Канаде. С 1988 по 1993 год автомобиль выпускался южнокорейской компанией Daewoo.

## Первое поколение (1962—1963)
Автомобиль Pontiac LeMans впервые был представлен в 1962 году. В модельный ряд входили купе и кабриолеты.

### Галерея

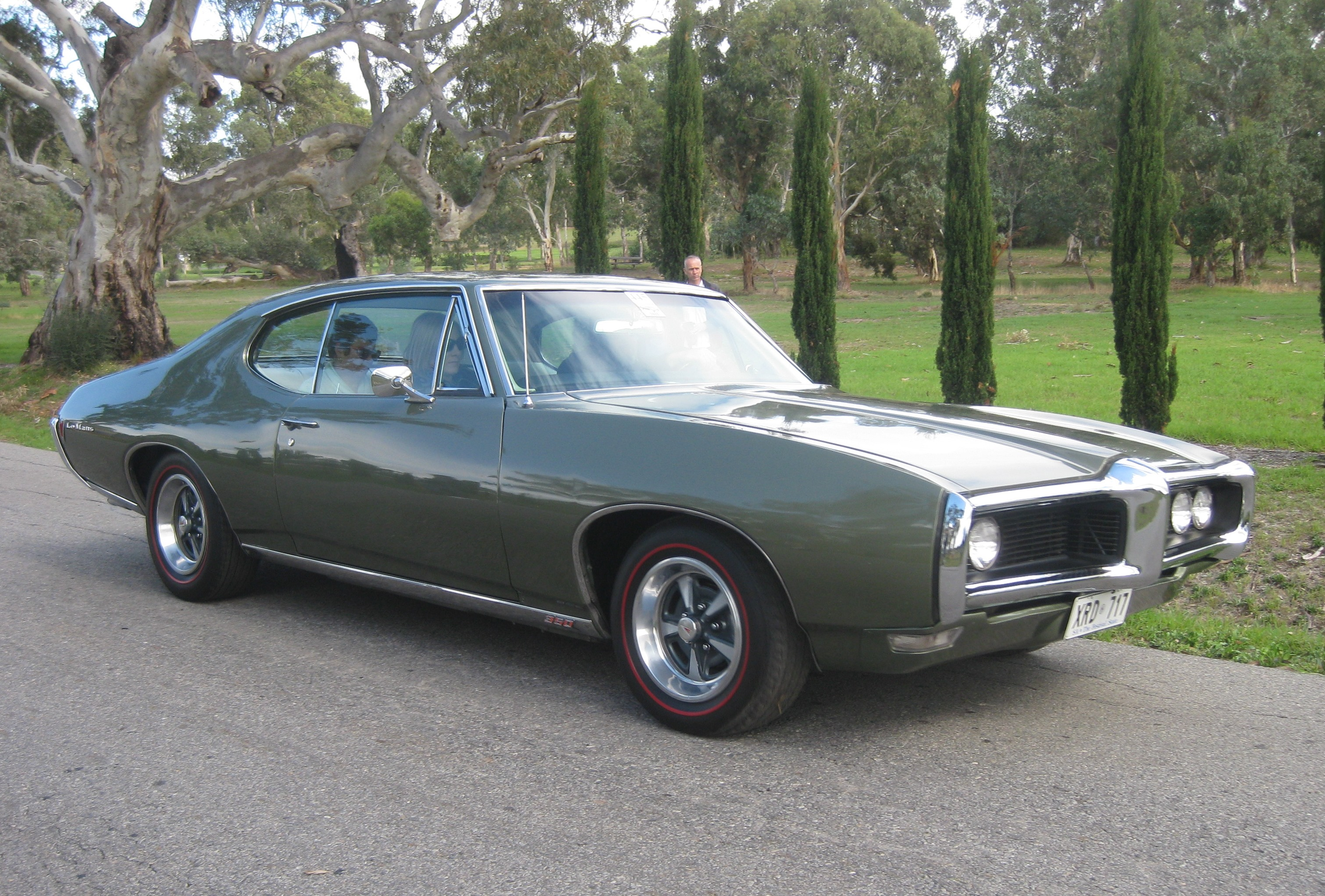
Хардтоп
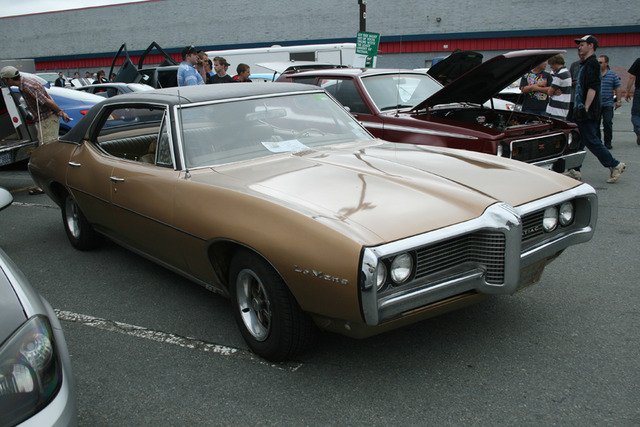
Хардтоп
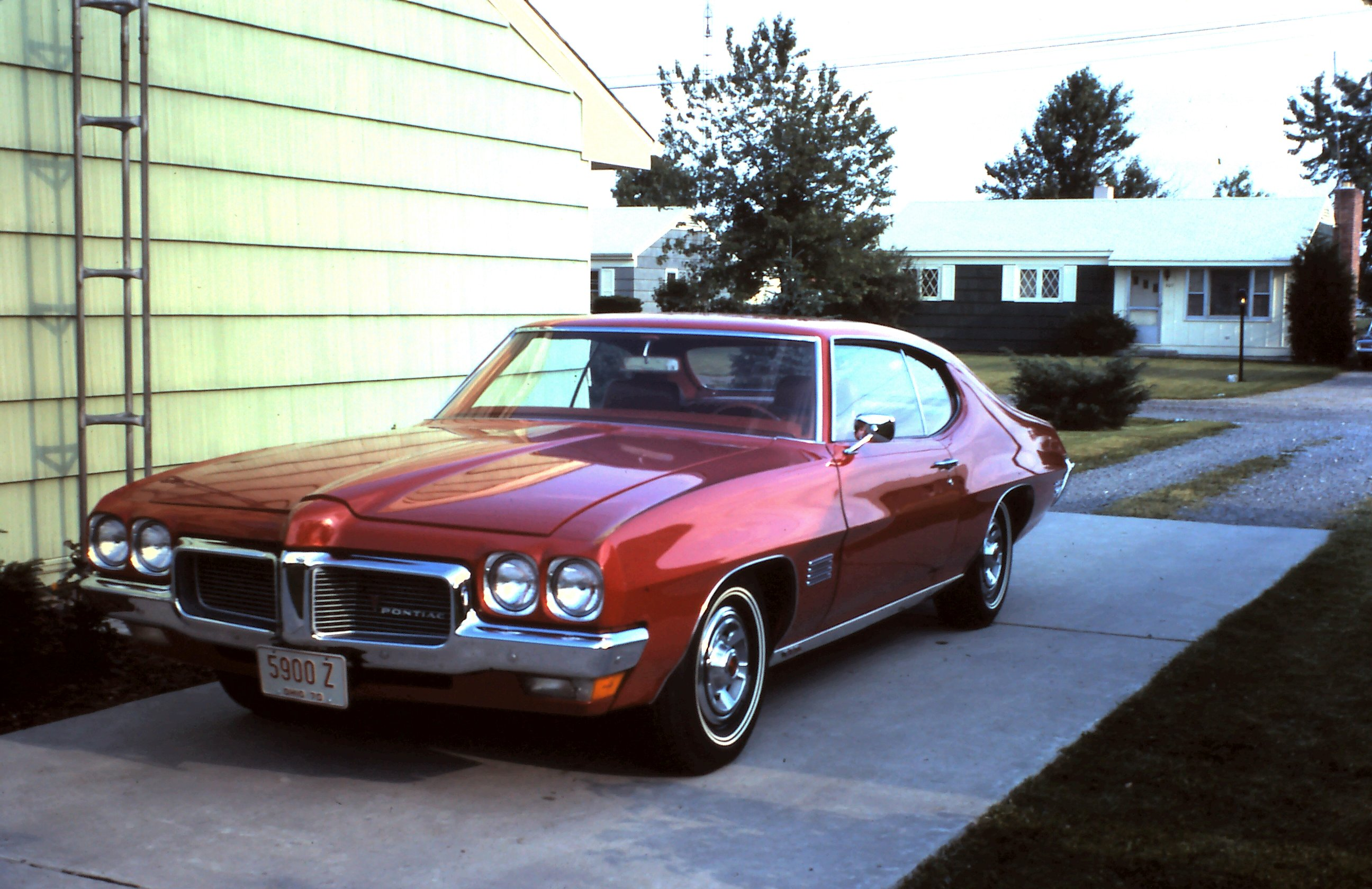
Купе
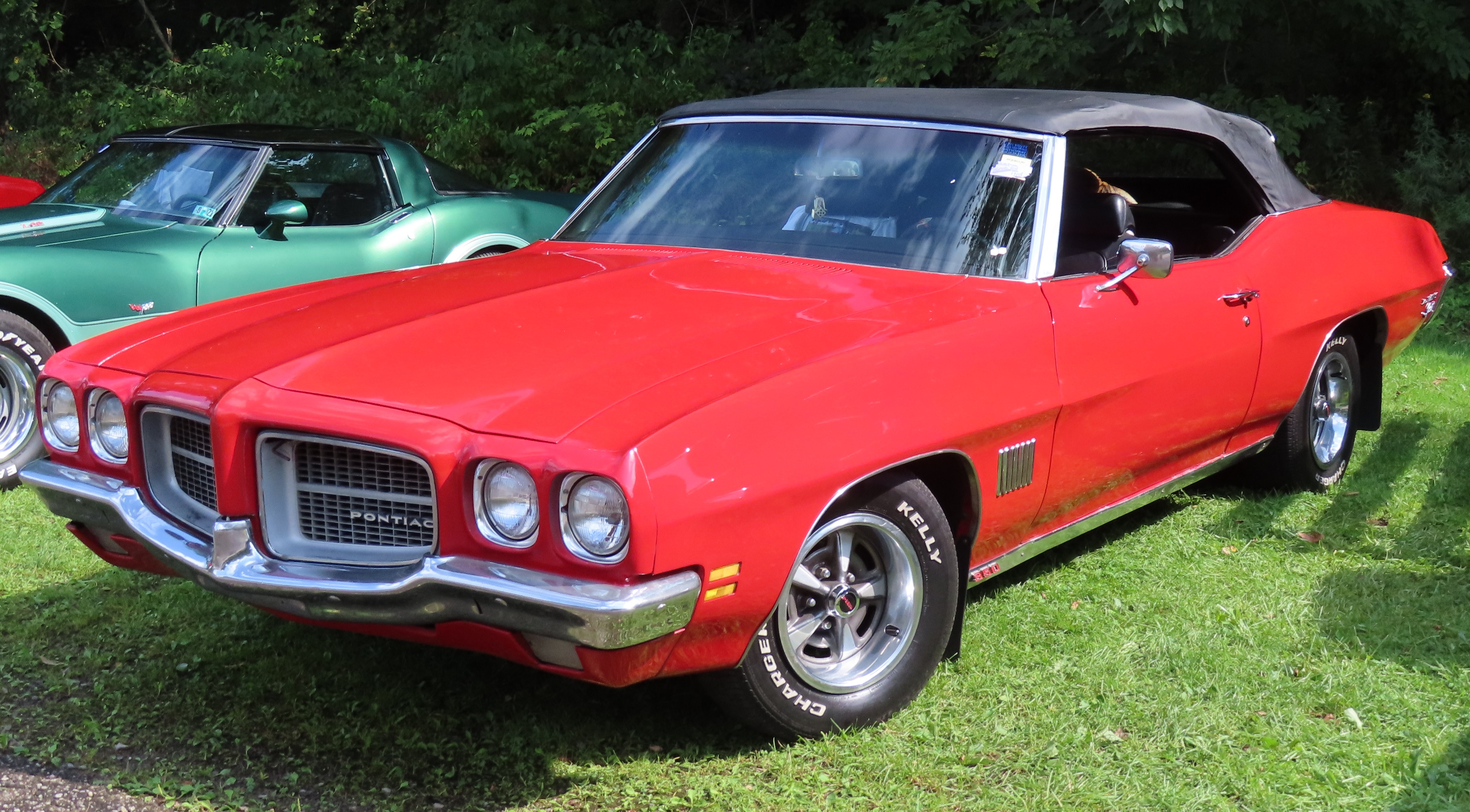
Кабриолет
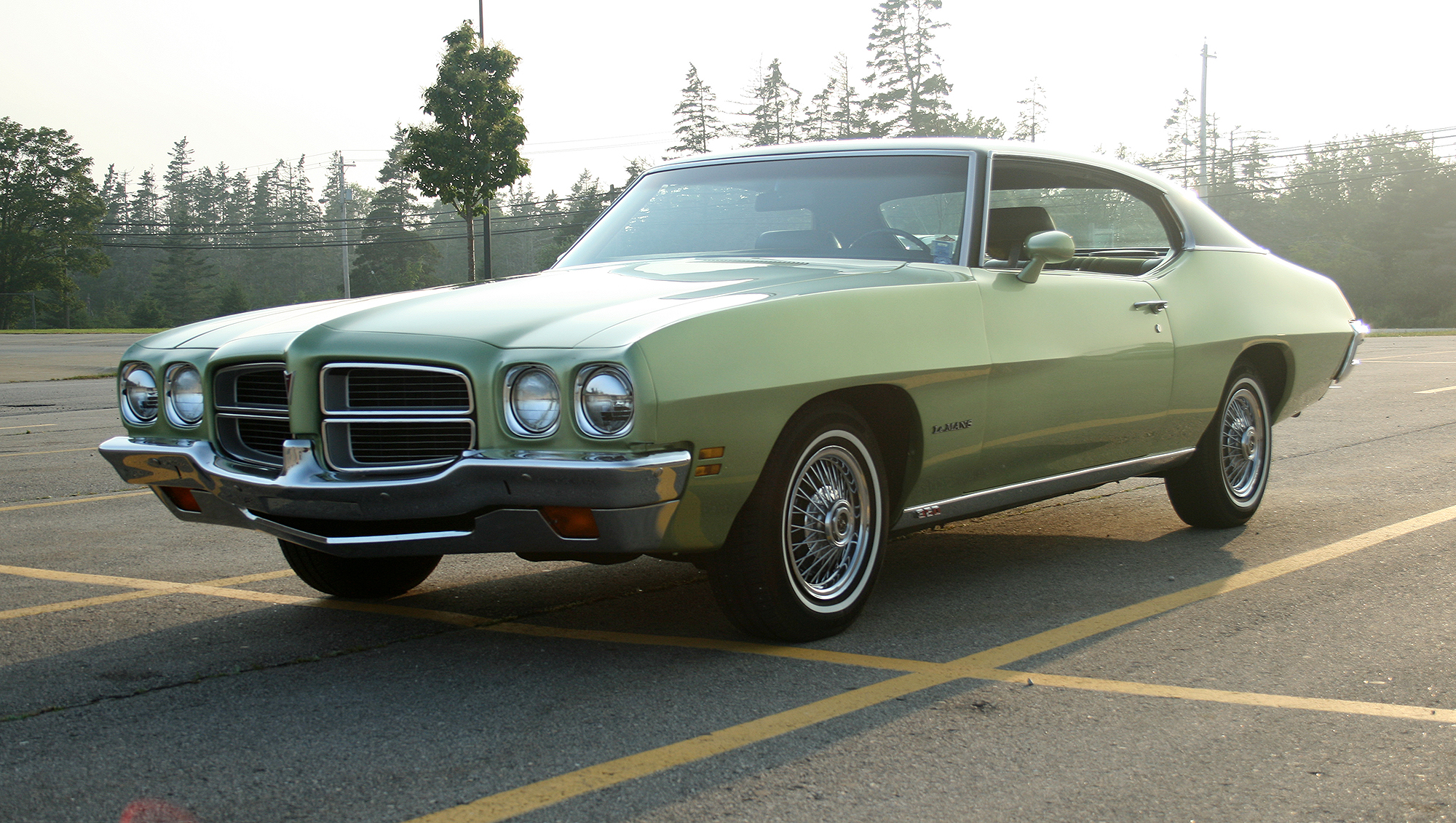
Купе
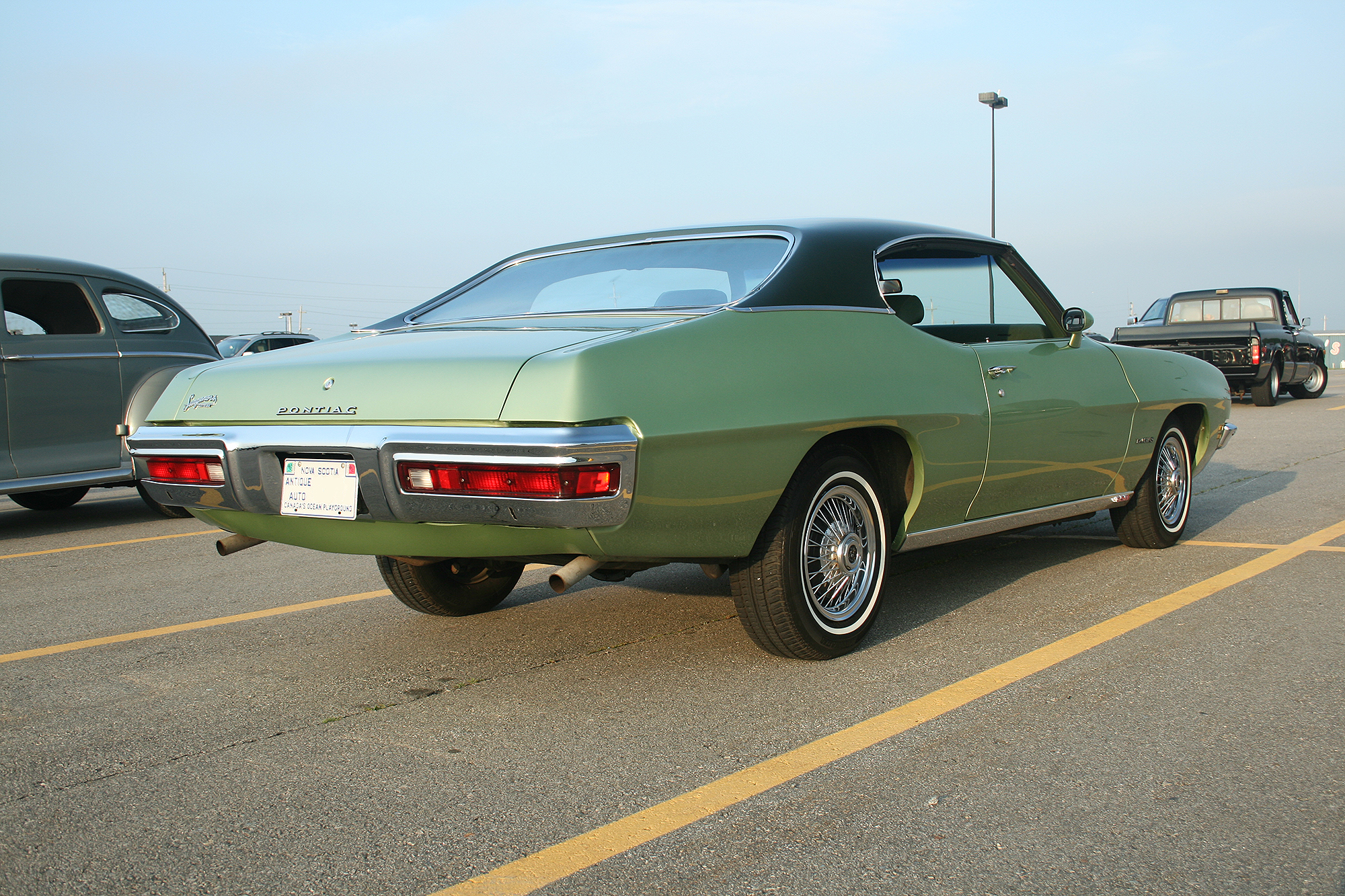
Купе

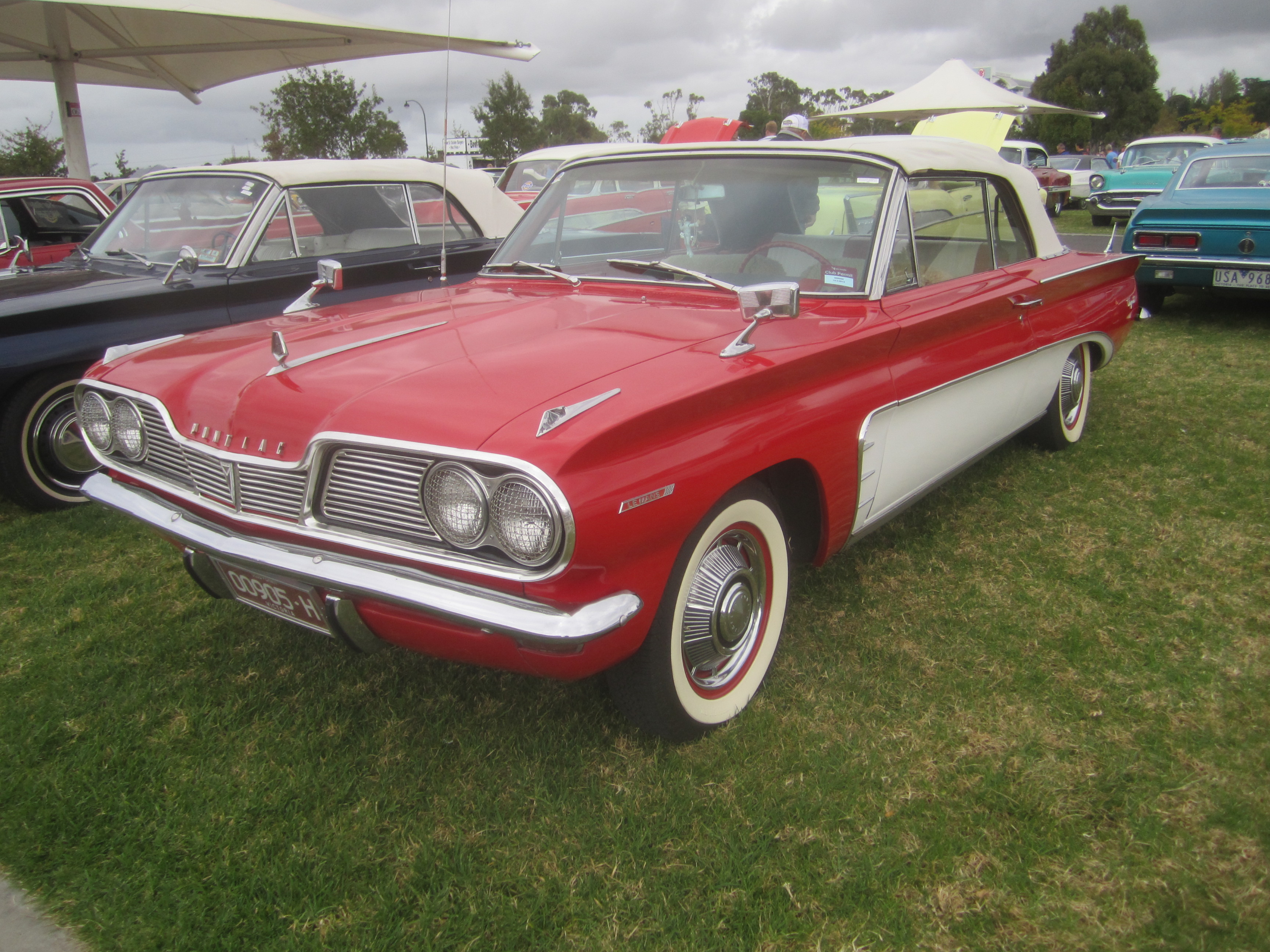
Кабриолет
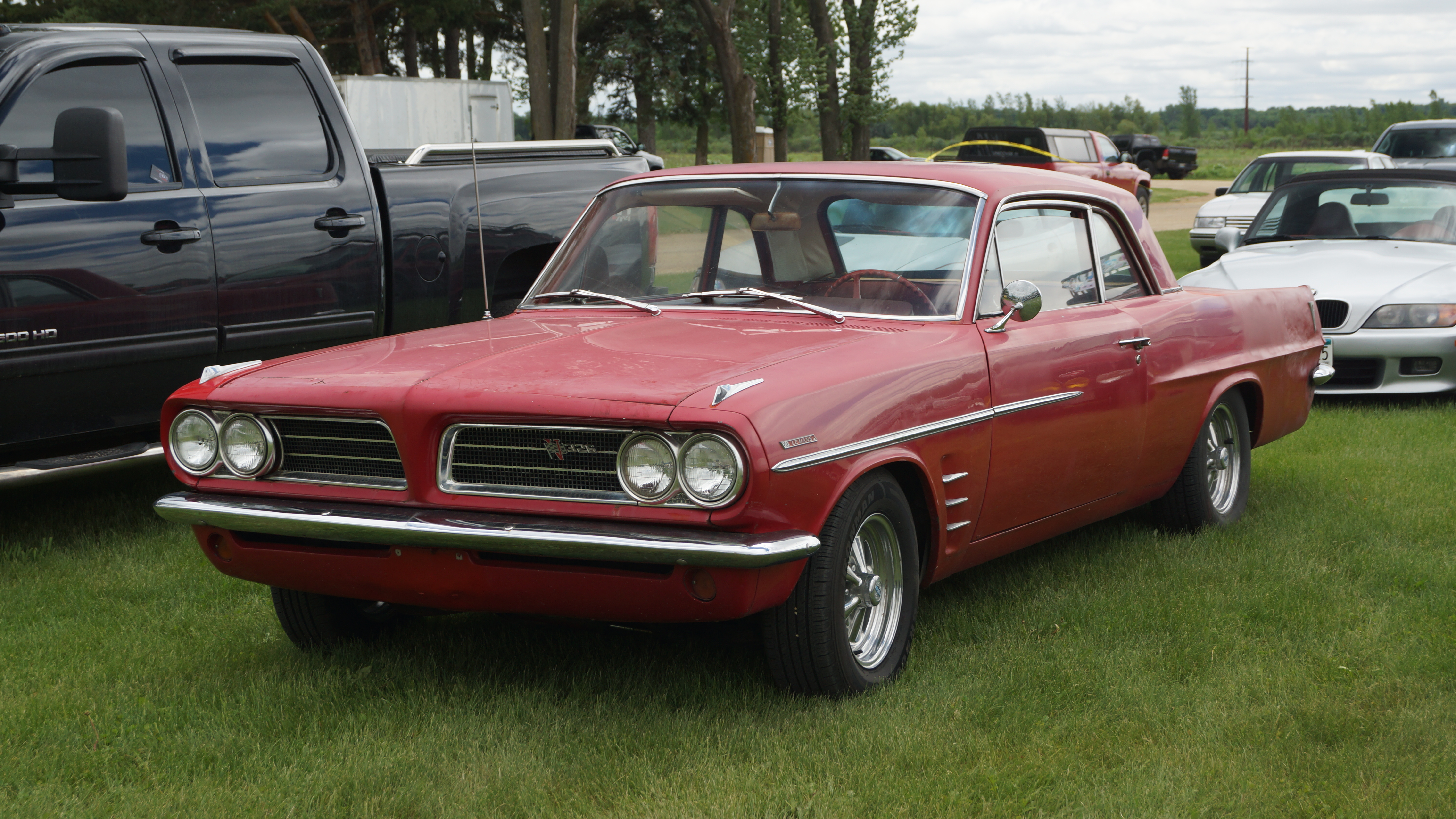
Купе
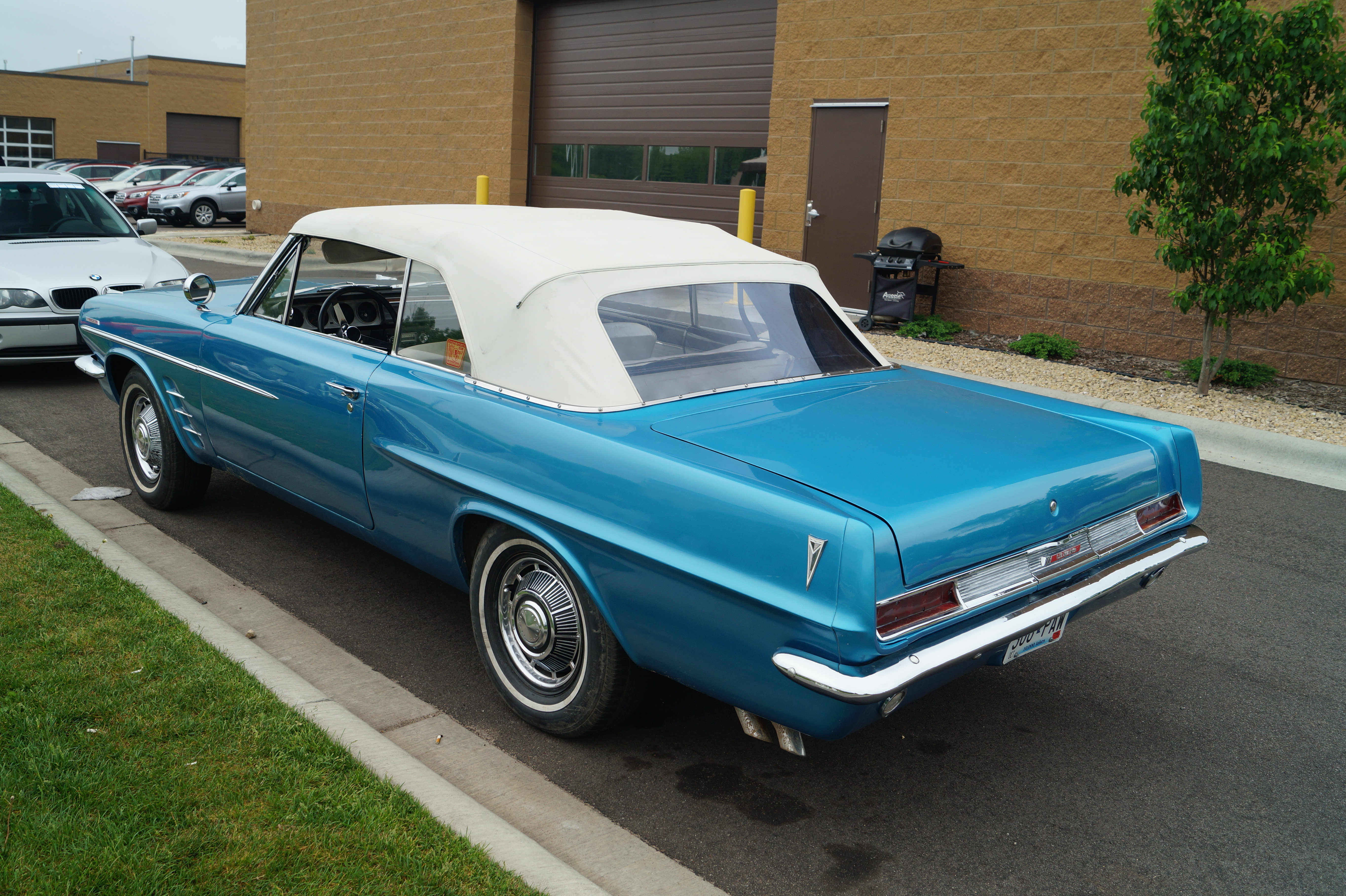
Вид сзади

## Второе поколение (1964—1967)
С 1964 года автомобиль Pontiac LeMans базировался на платформе GM A. В 1966 году в семейство вошёл седан.

### Галерея

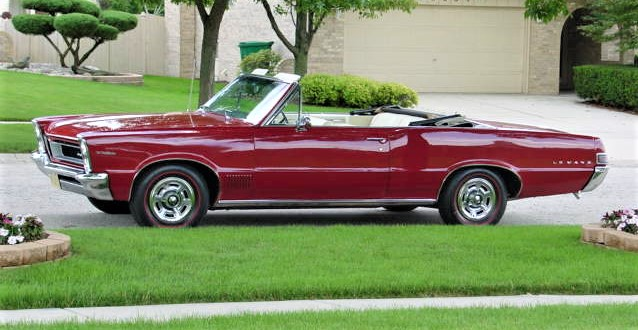
Кабриолет
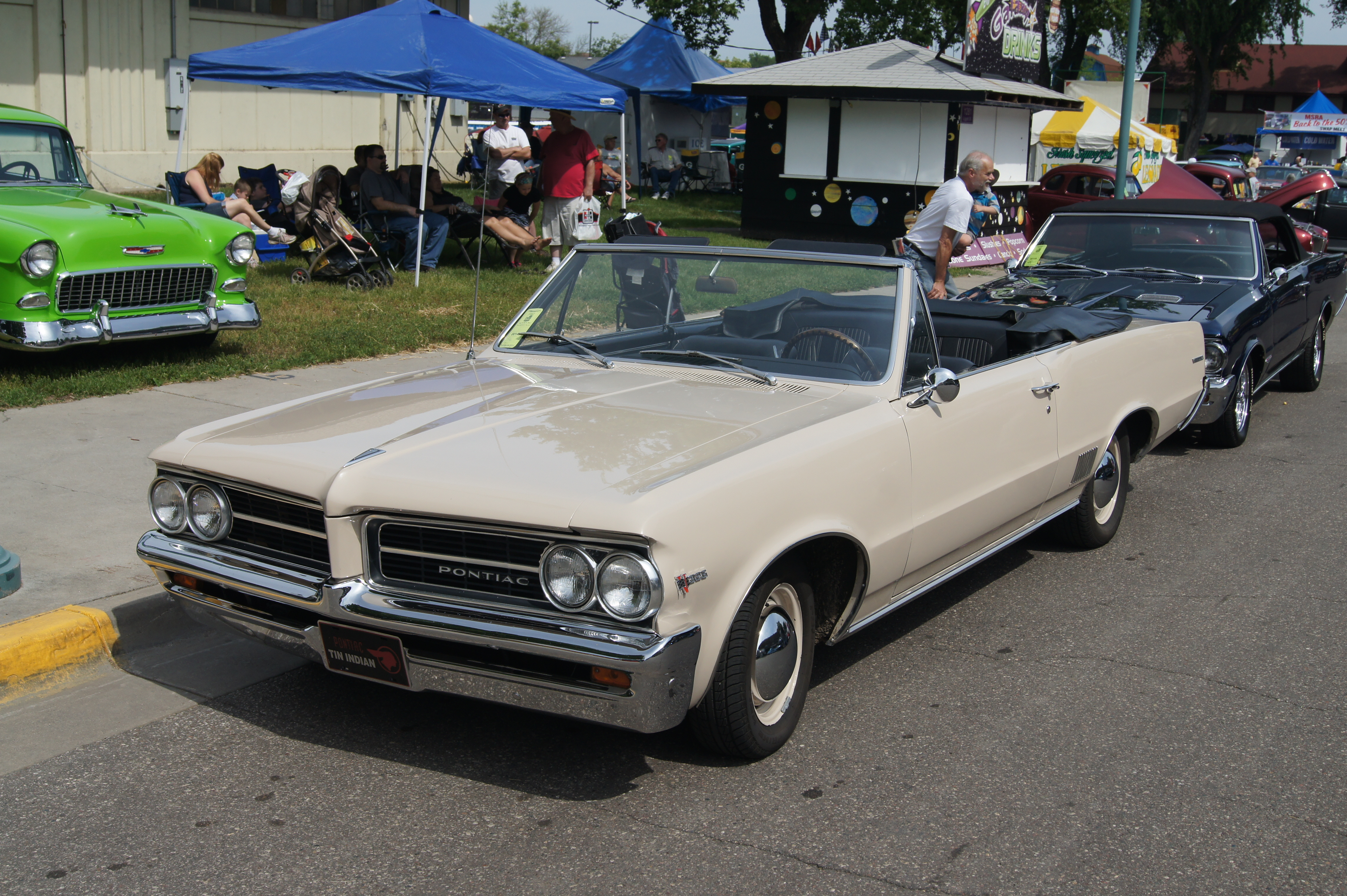
Кабриолет
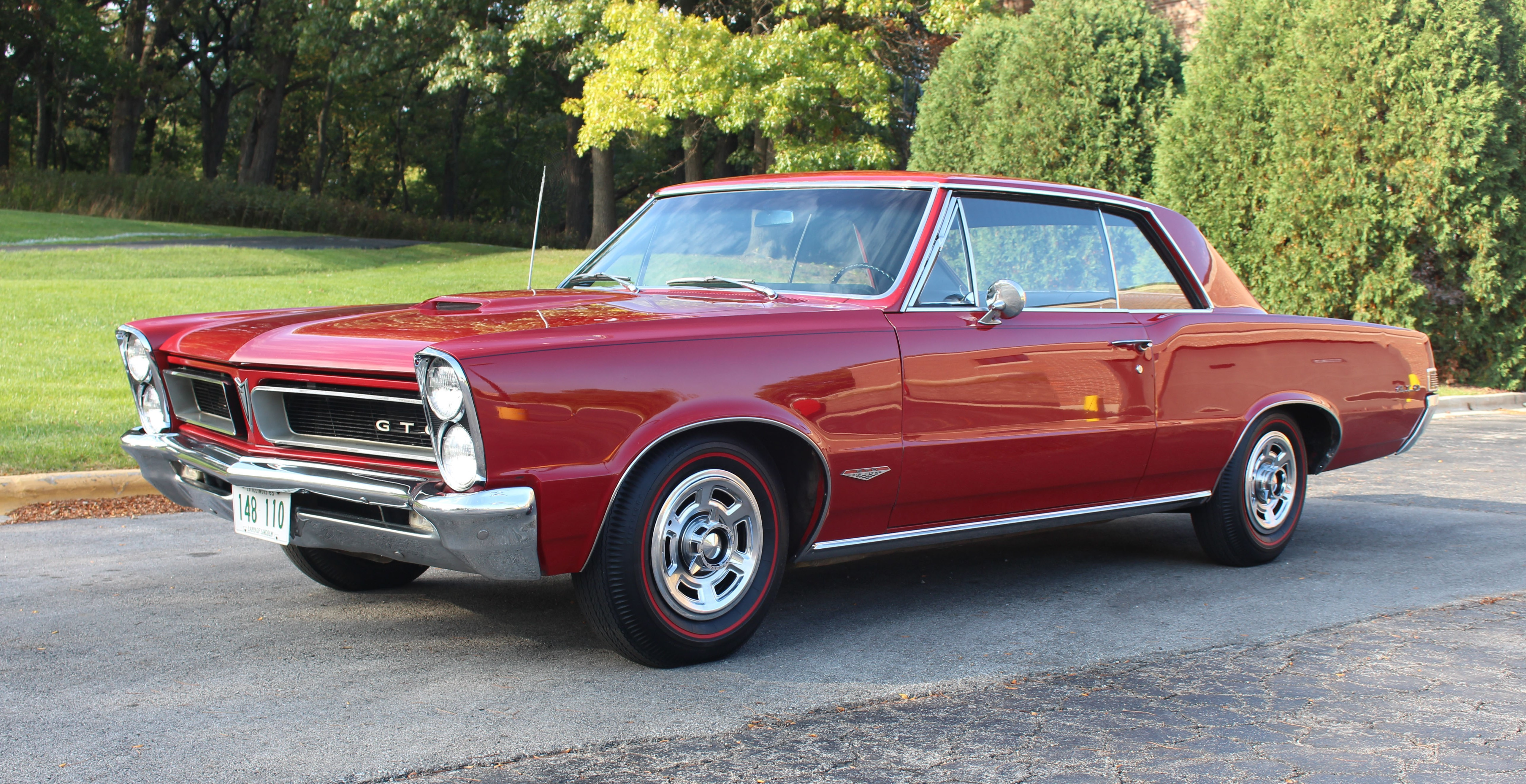
Pontiac LeMans GTO
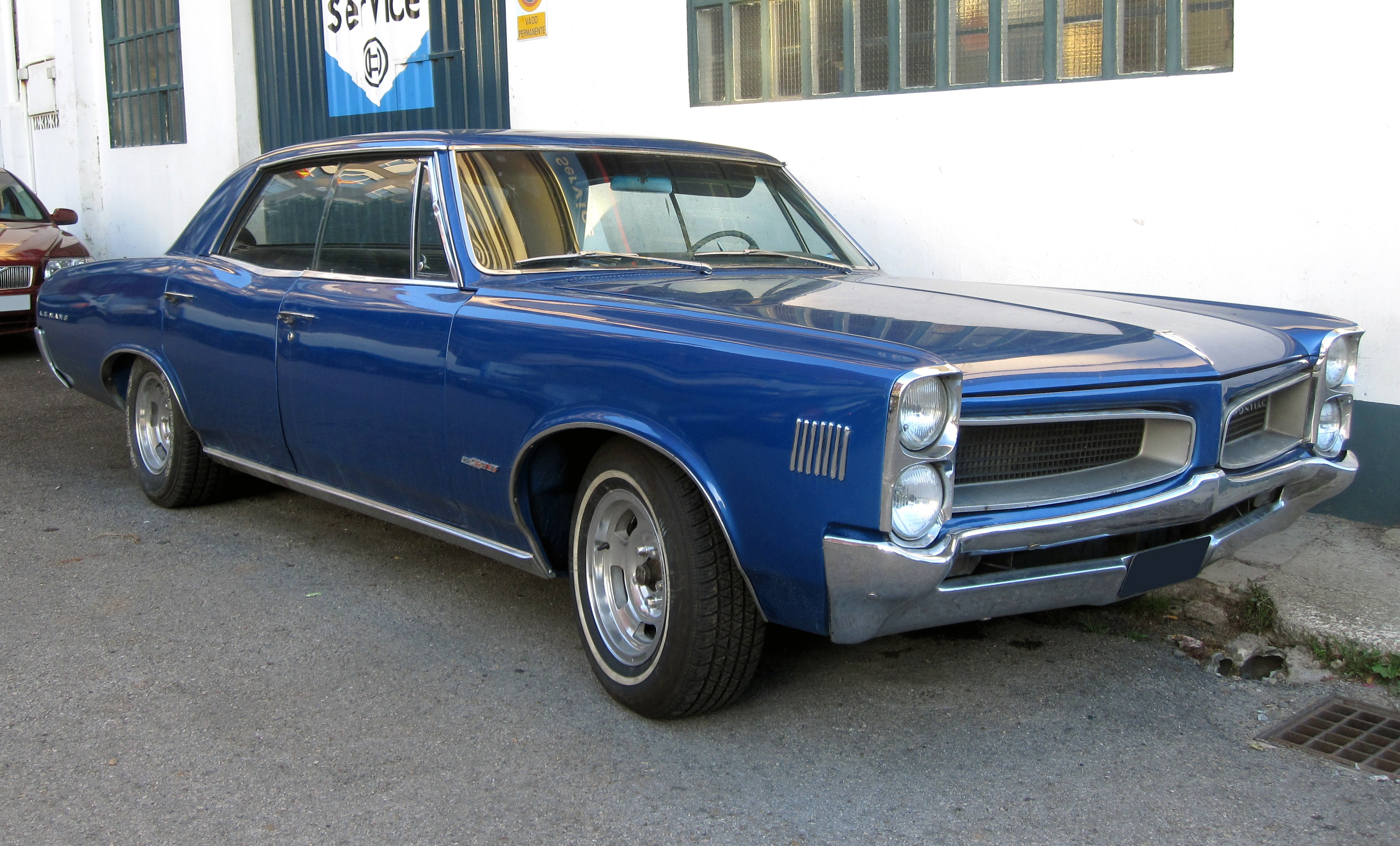
Хардтоп

## Третье поколение (1968—1972)
С 1968 года семейство Pontiac LeMans включало в себя универсал Safari. В 1969 году мощность двигателя была увеличена до 265—330 л. с. Производство завершилось в 1972 году.

### Галерея
- Хардтоп
- Хардтоп
- Купе
- Кабриолет
- Купе
- Купе

## Четвёртое поколение (1973—1977)
Автомобиль Pontiac LeMans четвёртого поколения был создан «с нуля» и не является модернизацией предыдущих поколений. Выпускался до 1977 года.

### Галерея

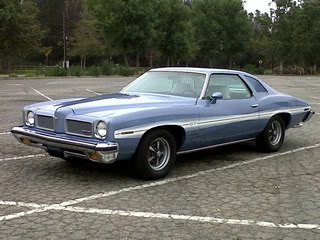
Купе
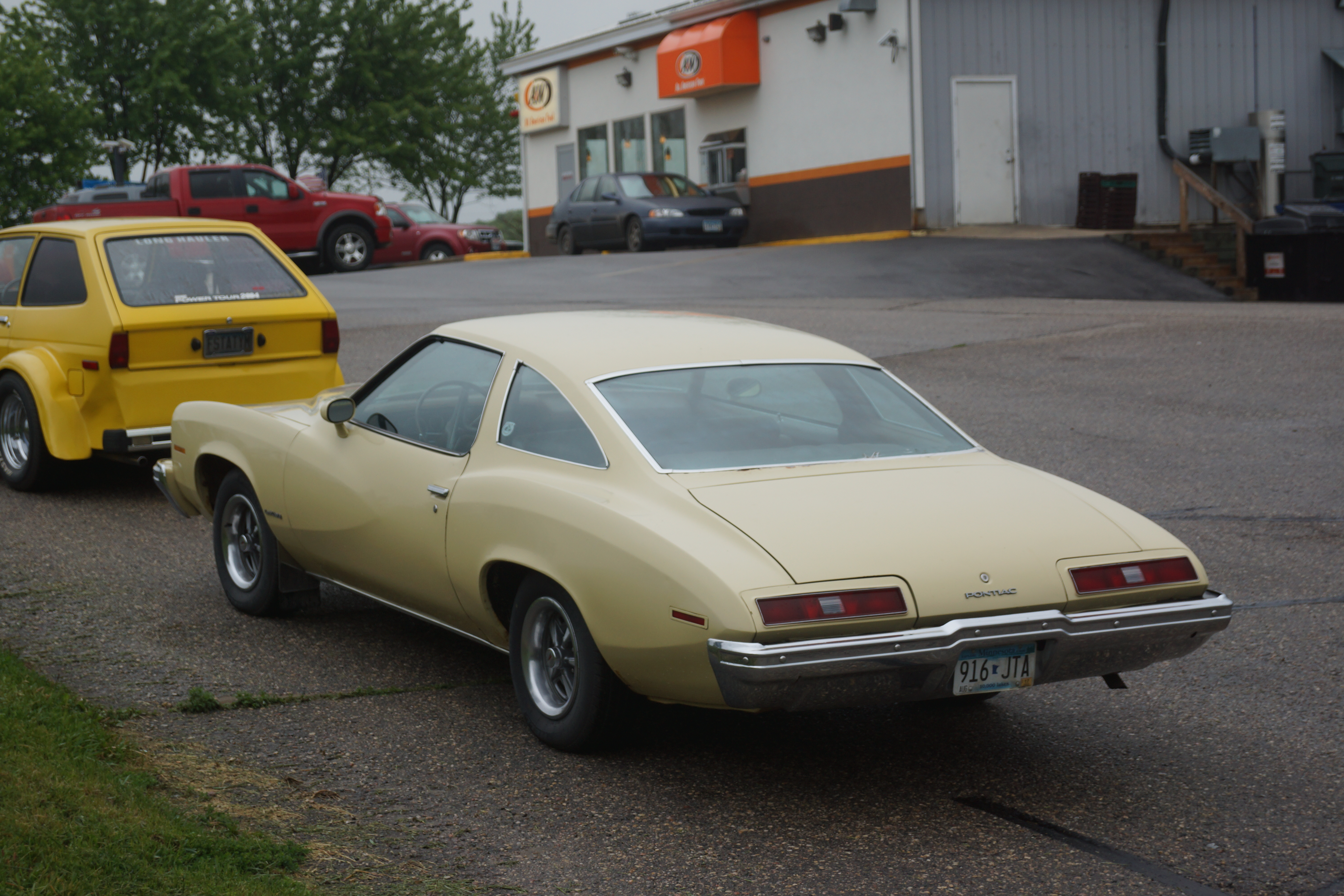
Вид сзади
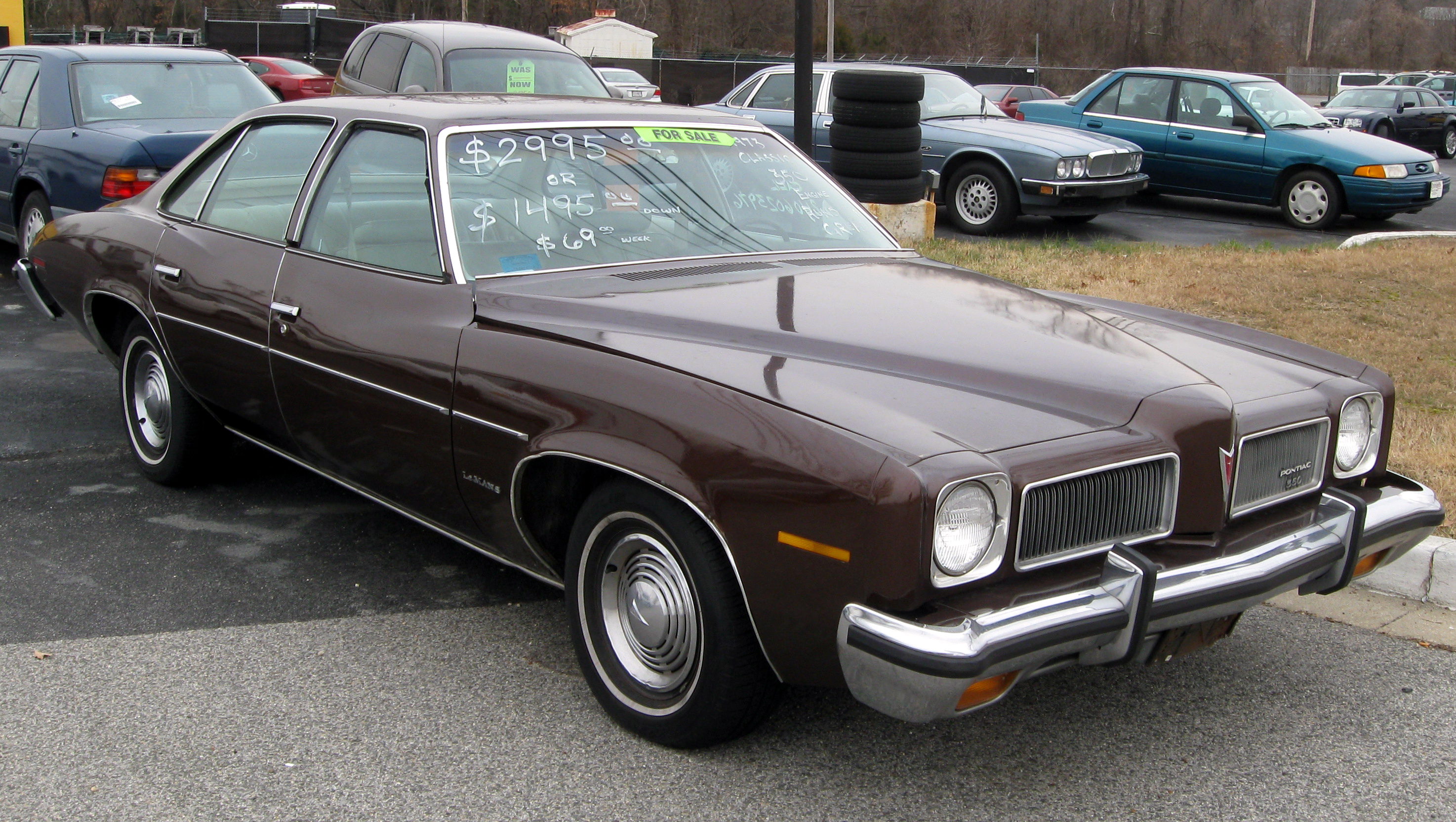
Седан
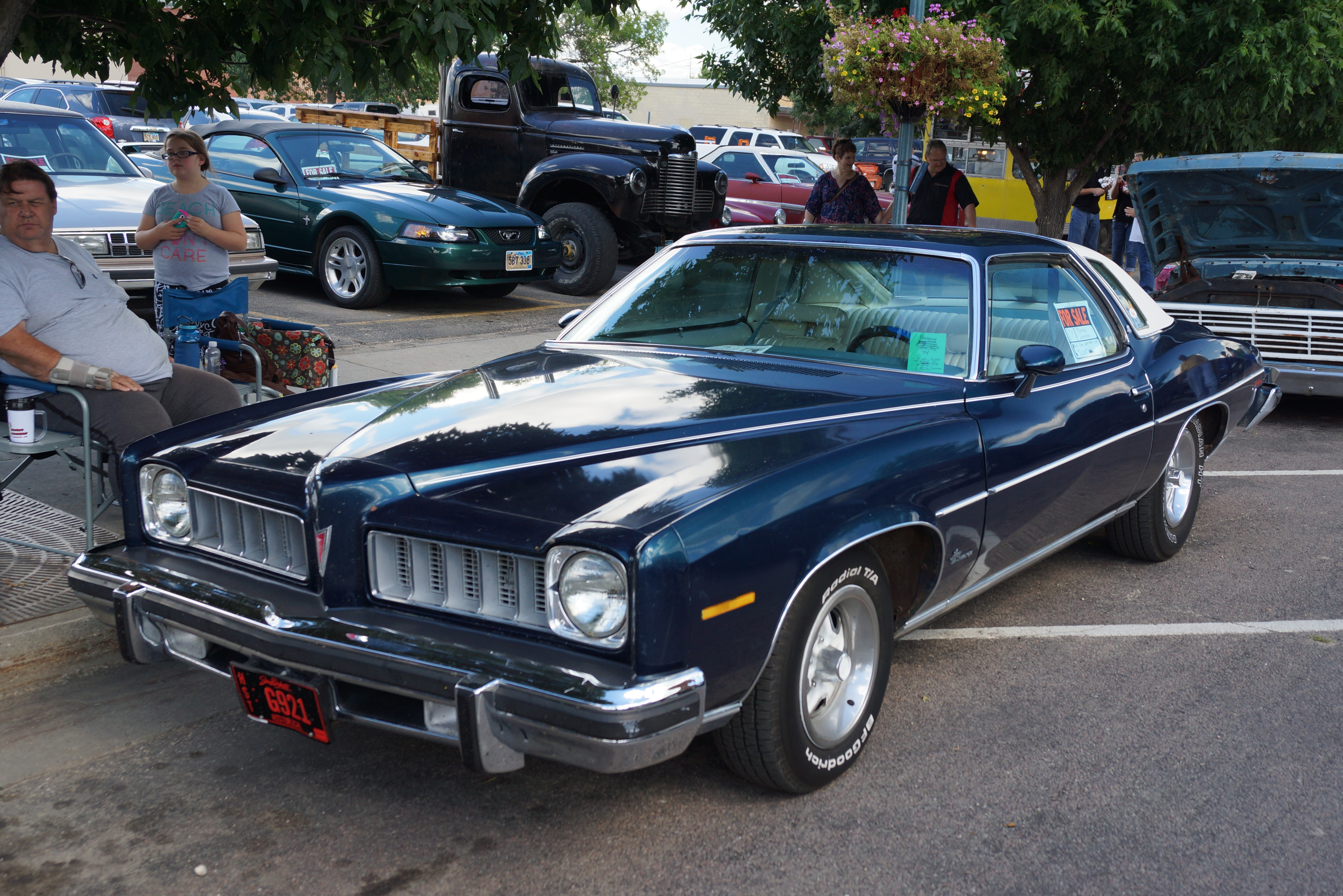
Pontiac Luxury LeMans
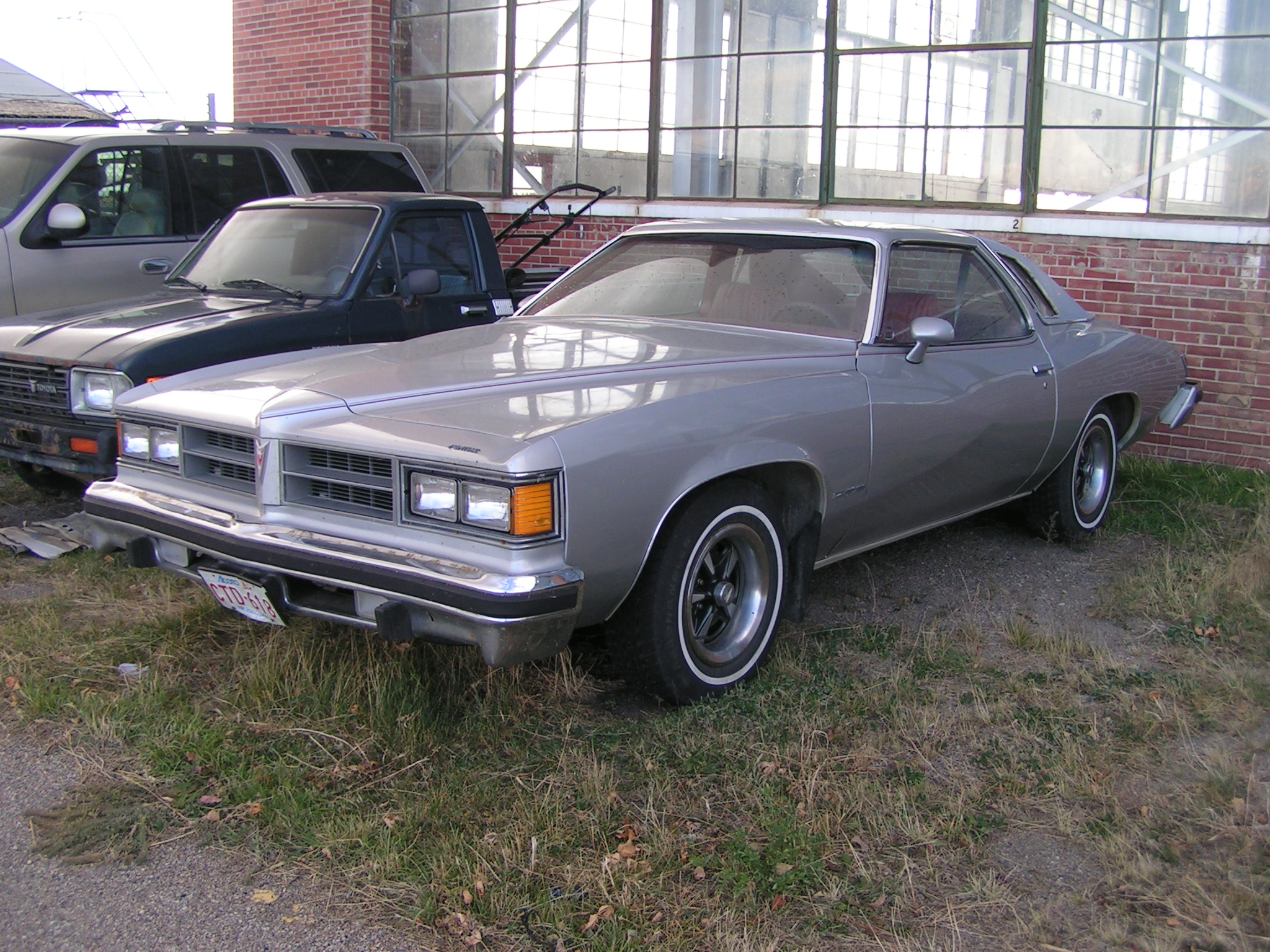
Купе
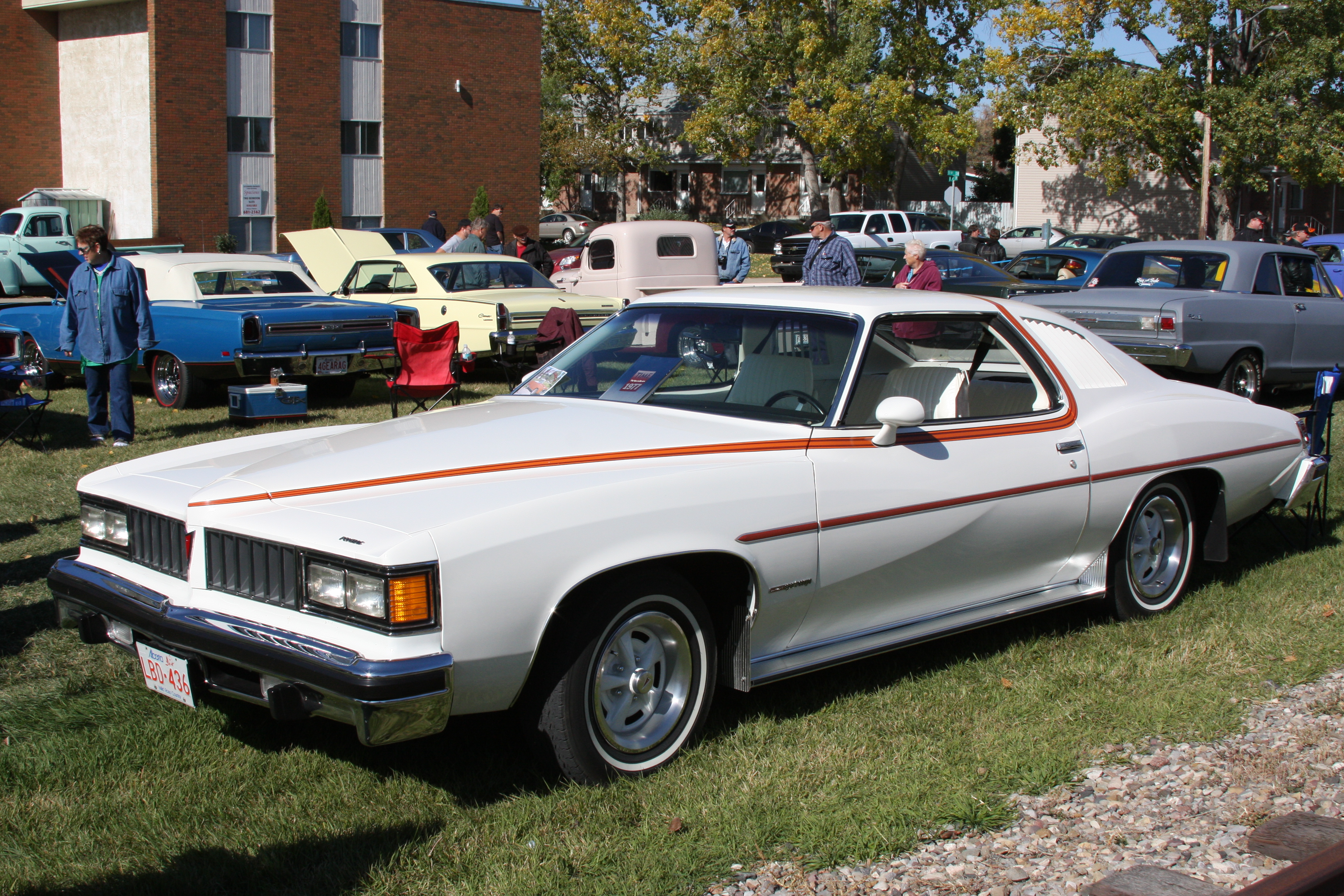
Купе
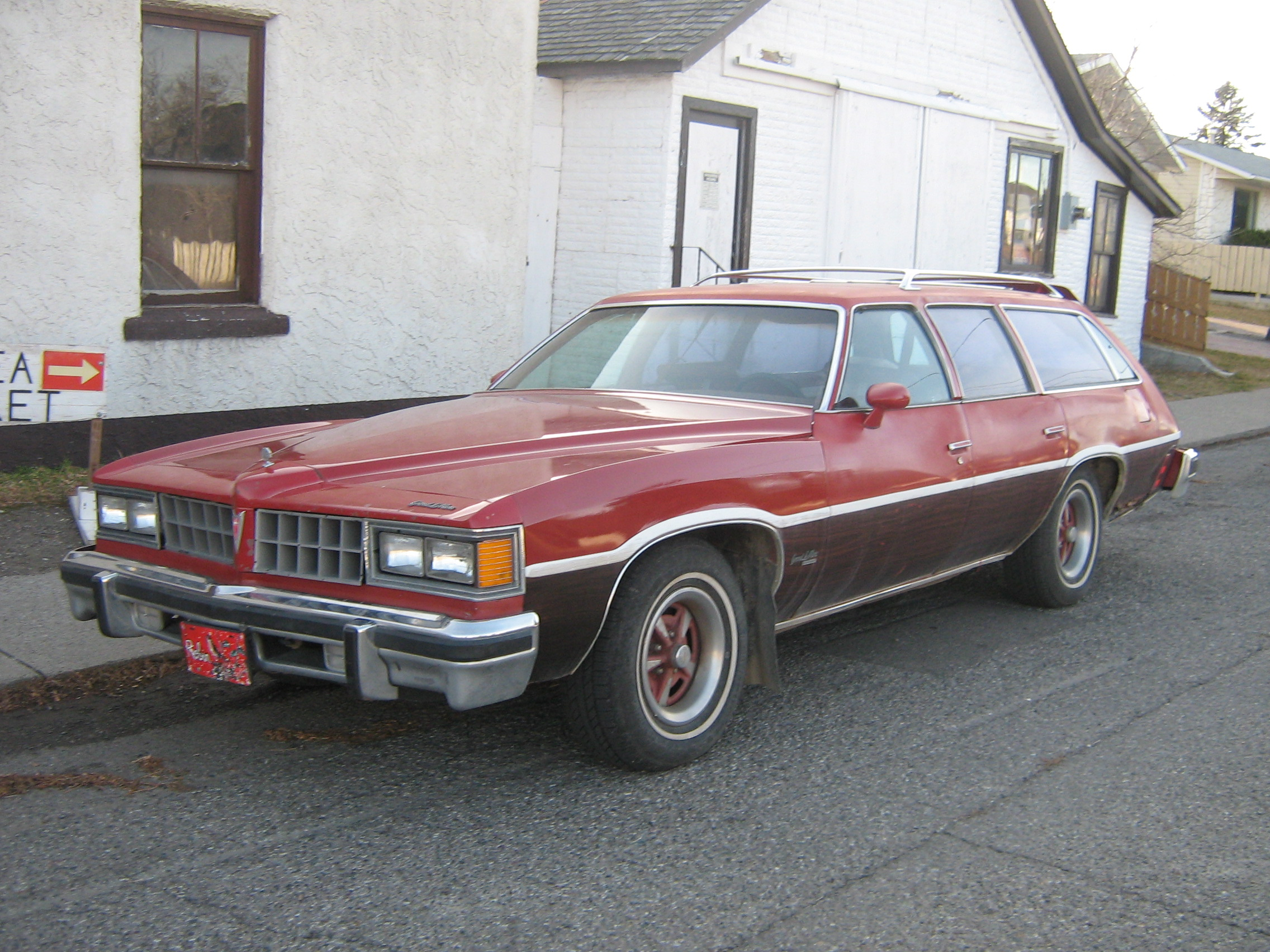
Универсал

## Пятое поколение (1978—1983)
Пятое поколение автомобилей Pontiac LeMans производилось с 1978 по 1981 год в США, затем до 1983 года автомобили делали в Калифорнии.

### Галерея

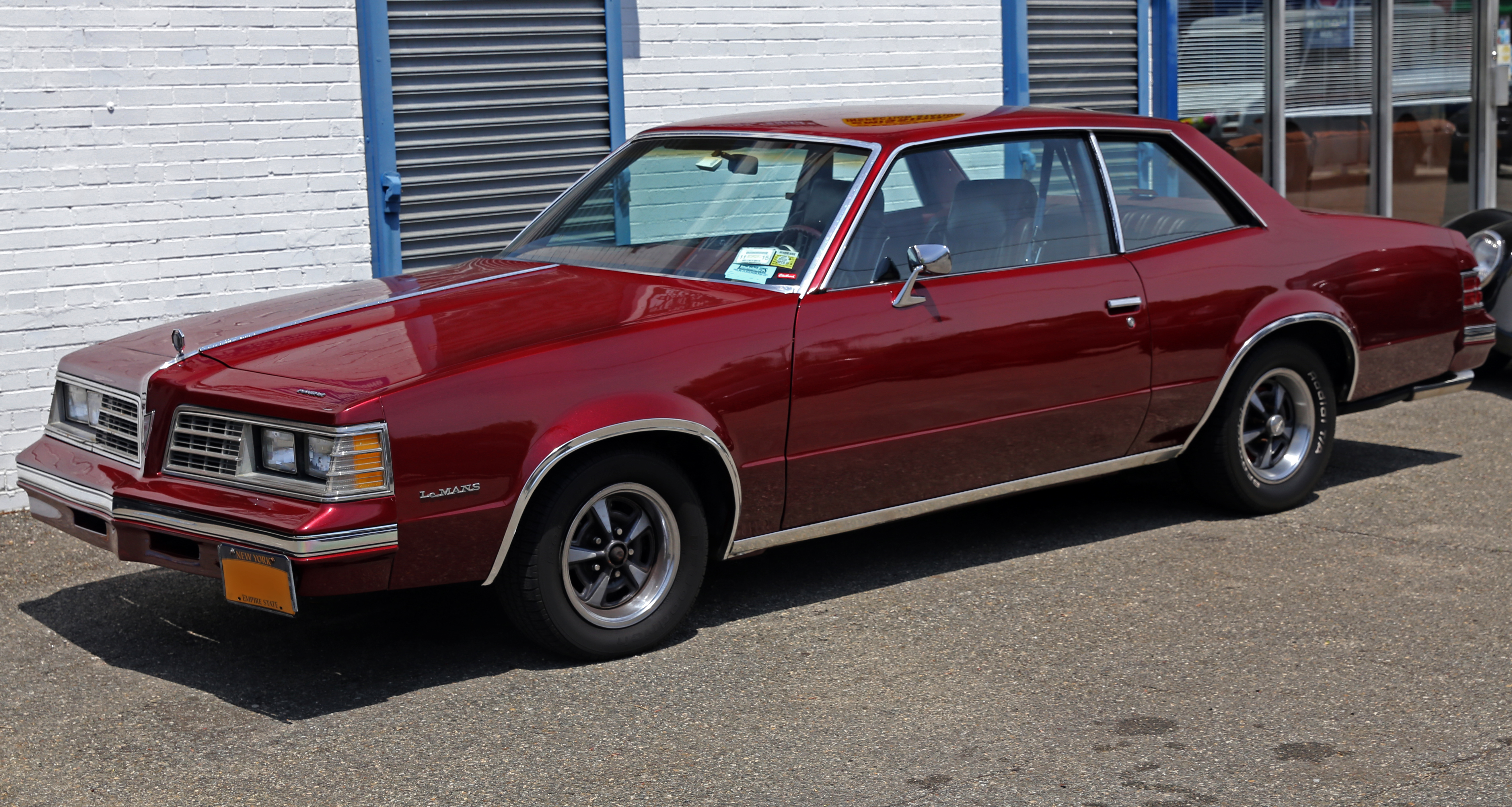
Купе
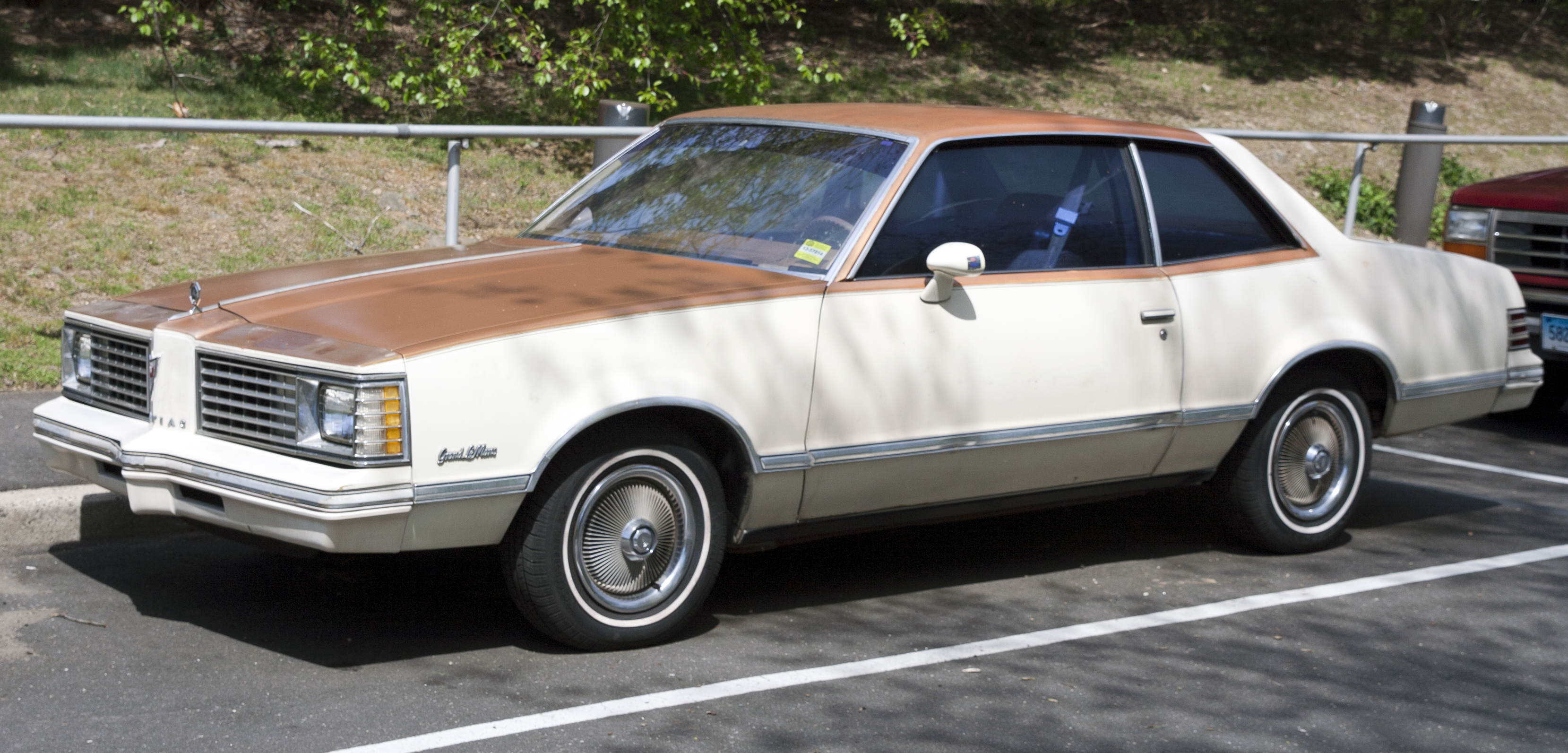
Pontiac Grand LeMans
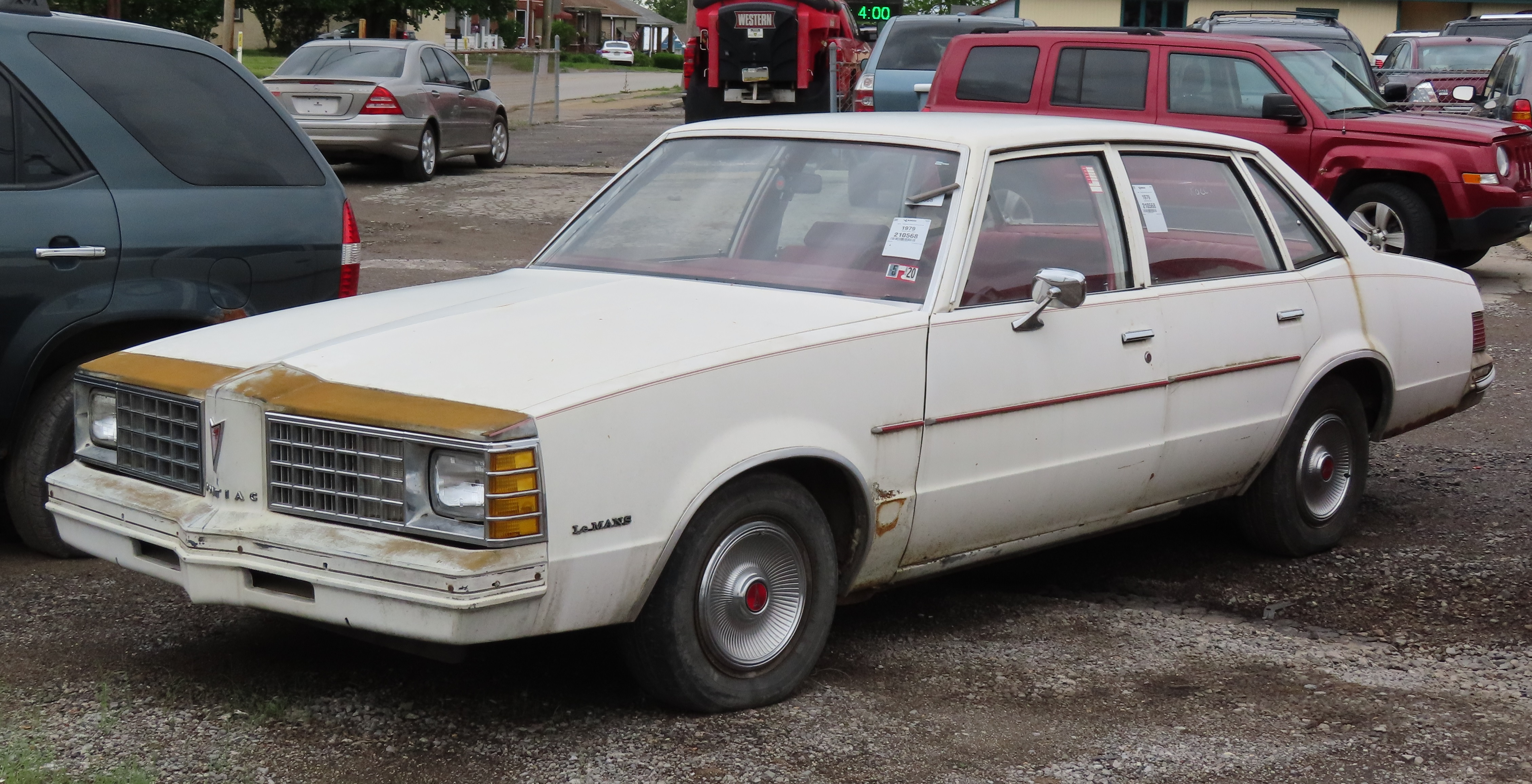
Седан

## Шестое поколение (1988—1993)
В 1988 году производство автомобиля Pontiac LeMans было возобновлено. Сборка организована компанией Daewoo. С 1989 года автомобили делали в Новой Зеландии. Производство завершилось в 1993 году.

### Галерея

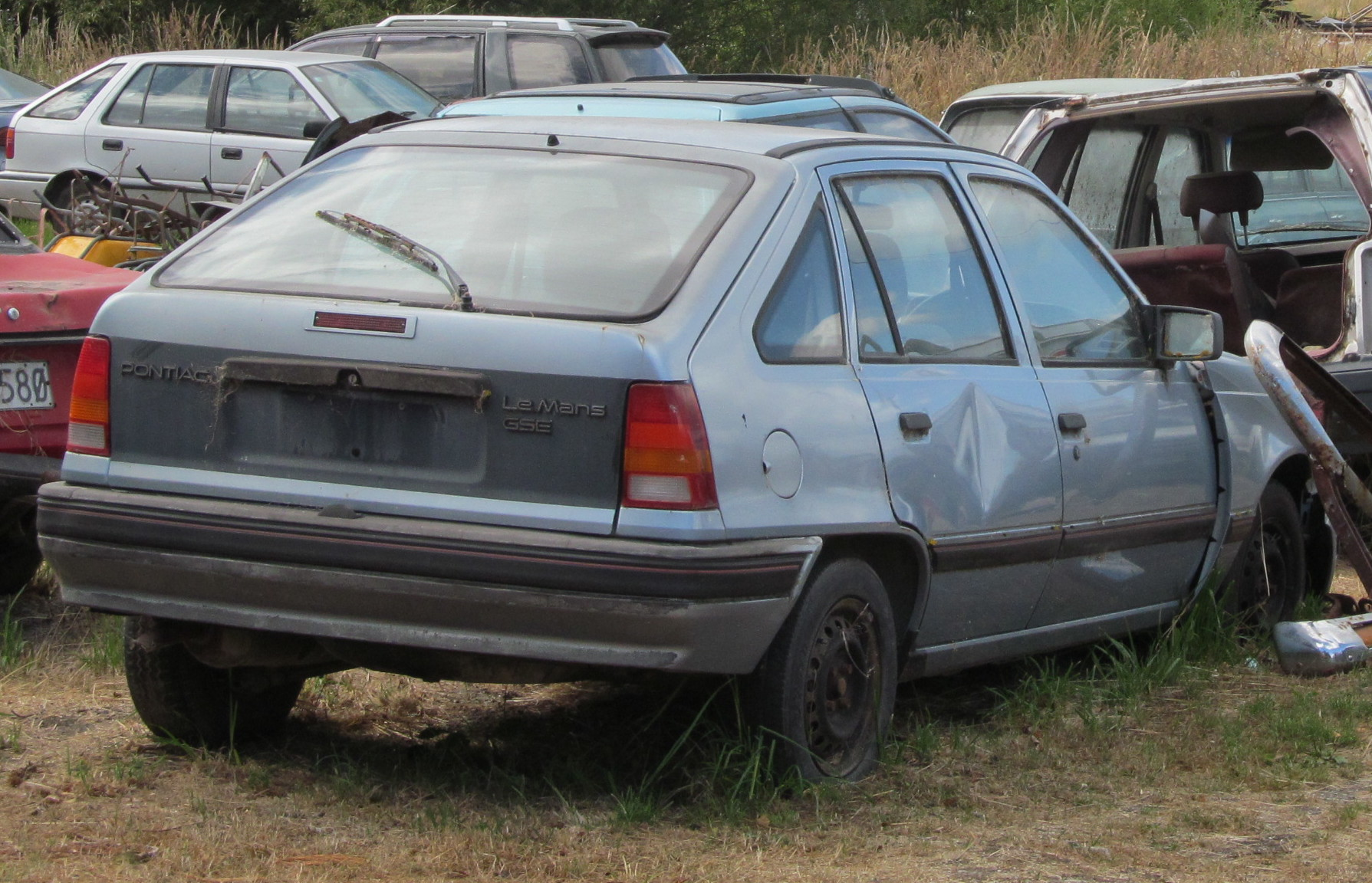
Pontiac LeMans GSE
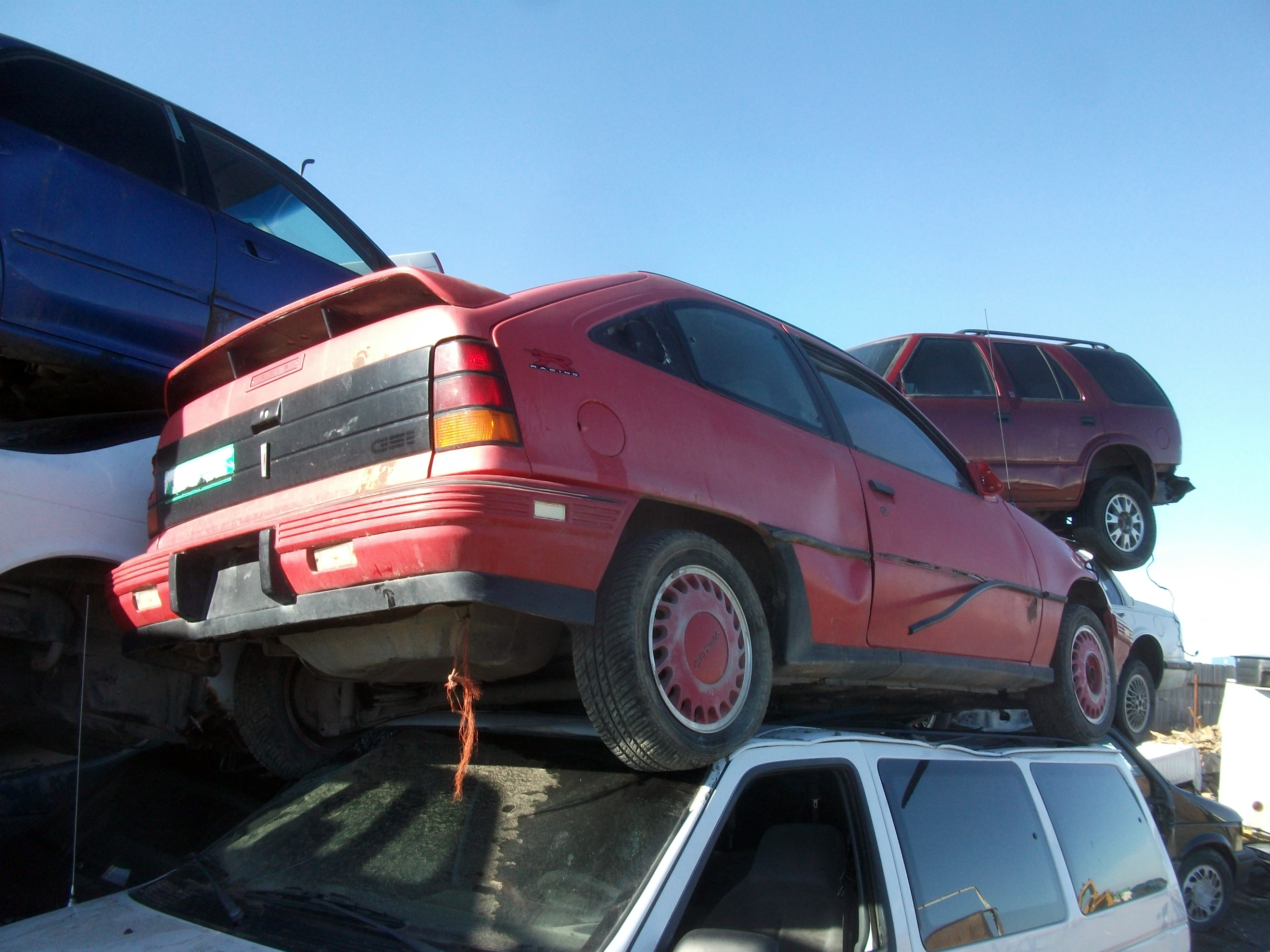
Passport Optima GSi
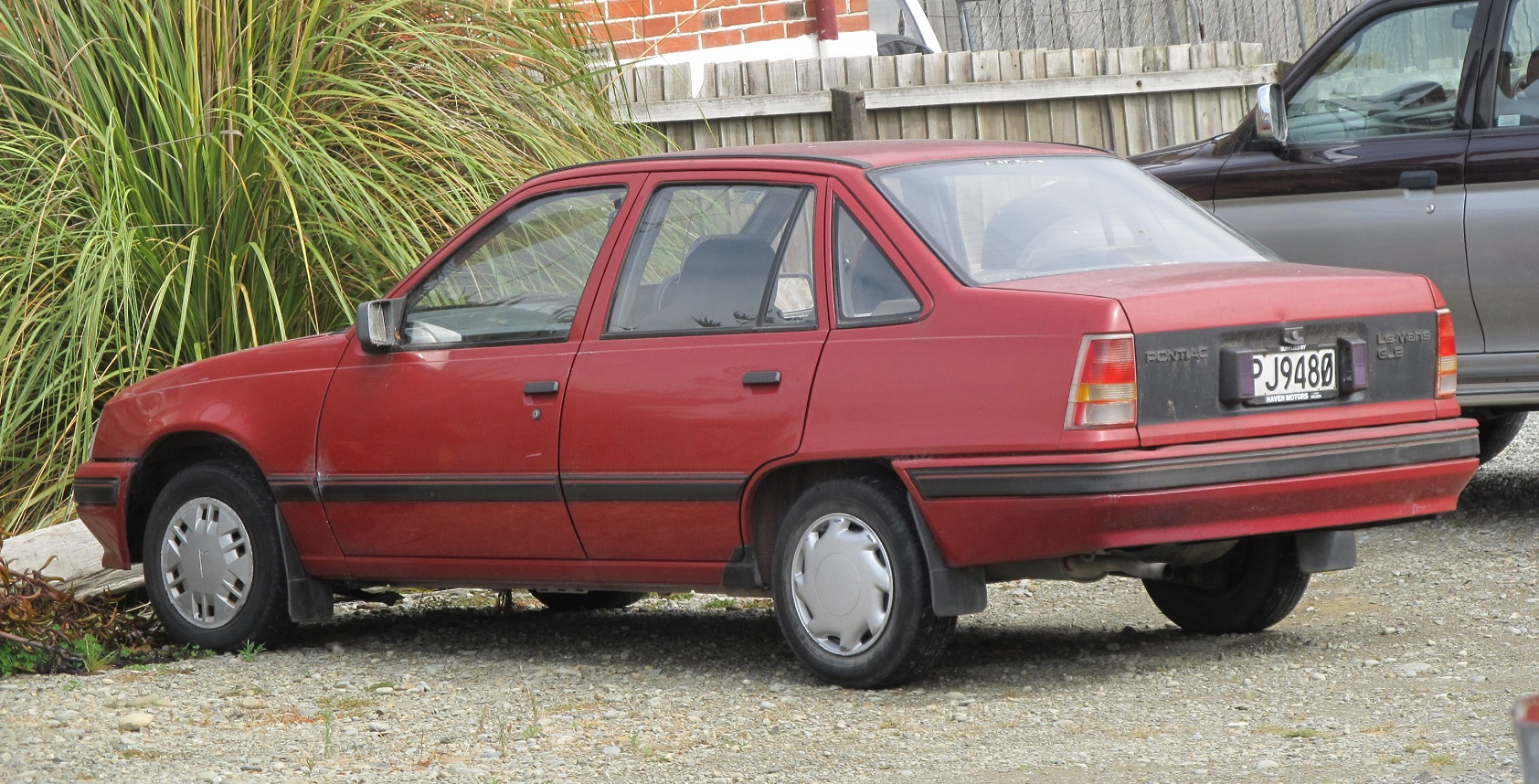
Pontiac LeMans GLE
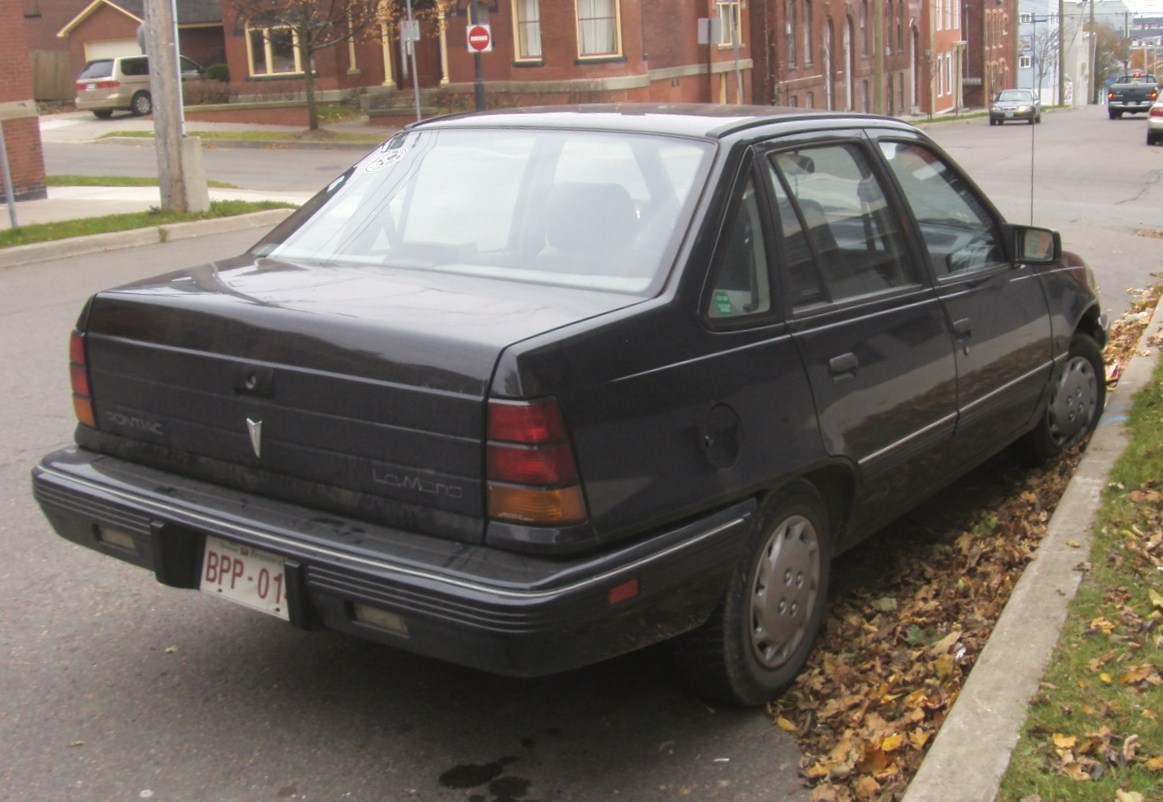
Pontiac LeMans
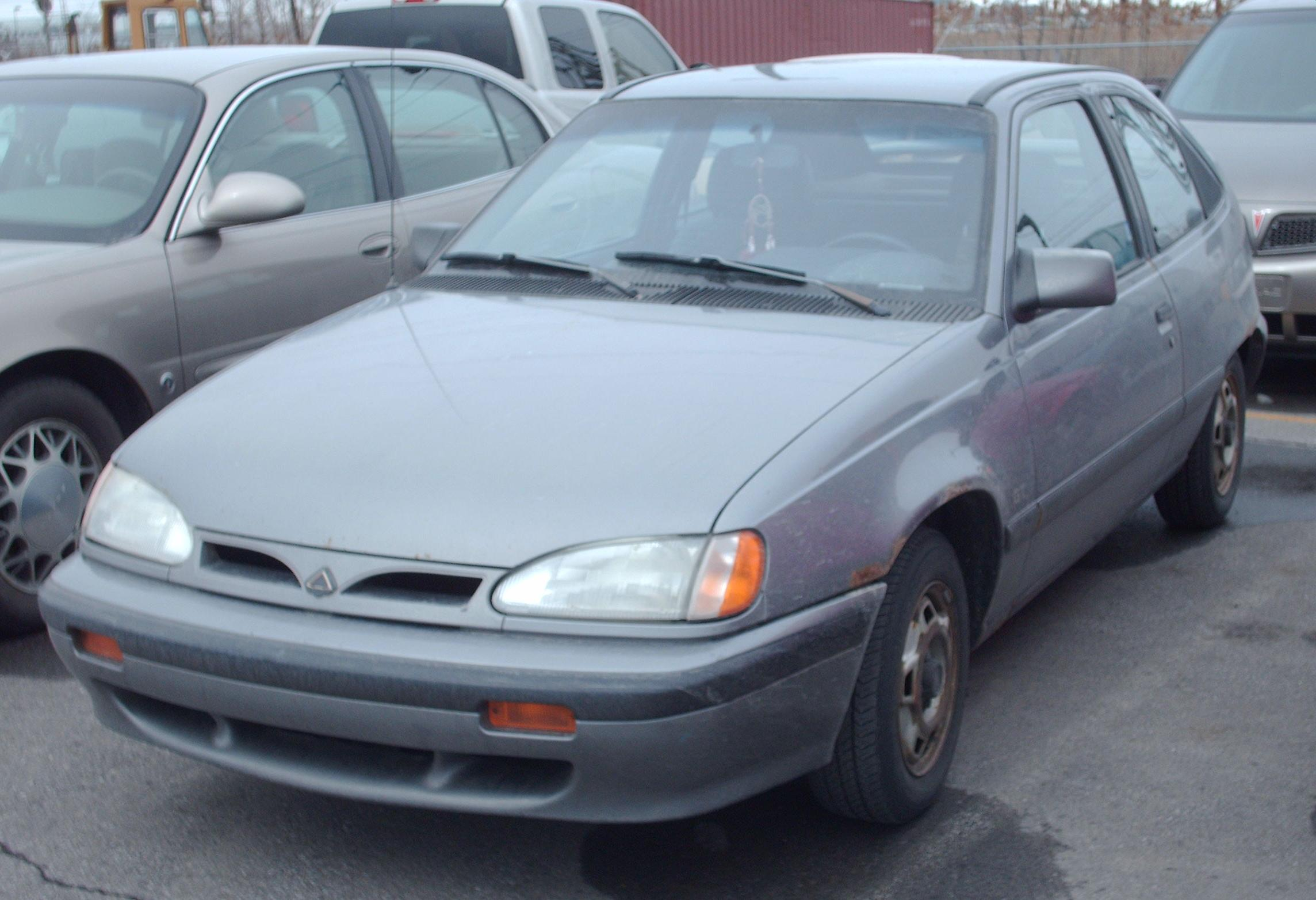
Asüna GT